# Генератор Хаббарда
Генератор Хаббарда — устройство, которое, по некоторым утверждениям, выдавало в три раза больше энергии, чем потребляло для самозапитки. Его изобрёл юный учёный Альфред Хаббард в 1920 году.
На генератор Хаббарда не был оформлен патент. Сам изобретатель объяснял это особенностями патентной системы США: через три года, если не внести оплату за поддержание патента, он становился открытым, чего Хаббард не хотел бы.

## Конструкция генератора
- 8 вторичных катушек диаметром 30 мм, высотой 146 см.
- Центральная катушка с железным сердечником высотой 49 см, диаметром порядка 146 мм. На центральном сердечнике были намотаны три катушки с использованием медных проводов сечением 0,25, 0,5 и 0,75 мм.

## Принцип работы
После первичного импульса в катушках поочерёдно генерировались импульсы, что создавало вращающееся магнитное поле в центральной катушке. Утверждается, что мощность, вырабатываемая в ней, была достаточна для самовозбуждения всей системы.

## Характеристики
Электромотор мог обеспечивать ток в 280 Ампер и напряжение 125 Вольт, что было достаточно для того, чтобы лодка с электромотором могла развивать скорость 8–10 узлов.